# 鏽湖系列
鏽湖系列（又译作），是位於荷蘭阿姆斯特丹的鏽湖工作室（Rusty Lake）製作並發行的密室逃脫類系列獨立遊戲。因其大部分遊戲又都以“逃離方塊”作爲遊戲名稱的一部分（如：Cube Escape: Paradox），因此該系列作品也被稱爲逃離方塊系列或方塊逃脫系列。
其開發者稱，其創作「鏽湖」這一虛構世界的靈感來源於大衛·林區和馬克·弗罗斯特的電視劇《迷離劫》。其每款遊戲在故事情節和人物網絡中相互聯繫穿插，每一部分都揭示了更多關於「鏽湖世界」的内容。
2013年8月19日，Rusty Lake發行該系列的前作《輪迴的房間》（Samsara room），迄今為止到最後一篇《Underground Blossom》，鏽湖系列遊戲已經發行了17部。

## 故事線簡介
鏽湖系列的世界觀整體而言既神秘又黑暗，煉金術、活人獻祭、輪回等概念皆為經常出現的元素。鏽湖系列作品的發行順序並不完全等同於劇情的時間順序，各部作品以倒敍、插敍、多視角展開，並加以番外的補充，逐步講述了一個主線漫長、支線眾多的故事。以下按照时间顺序，梳理了多部作品中的主要剧情：

### 锈湖：天堂岛
18世紀時，在鏽湖中一座名为“天堂岛”的岛屿上住着埃蘭德（Eilander）家族。其成员包括父亲尼古拉斯·埃蘭德（Nicholas Eilander）、母亲卡羅琳·埃蘭德（Caroline Eilander）、长子雅各布·埃蘭德（Jakob Eilander）、長女伊丽莎白·埃蘭德（Elizabeth Eilander）、次子大卫·埃蘭德（David Eilander）、祖母玛格丽特·埃蘭德（Margaret Eilander）、叔叔杰拉德·埃蘭德（Gerrard Eilander）。该家族笃信通过献祭长子能够使得其余人得到永生。
雅各布6歲時，卡羅琳为了防止儿子被害，自愿代替儿子被家族献祭。雅各布也被母亲送出天堂岛。
卡羅琳被关进地下等待献祭時，她发现“永生药”（Elixir）配方中缺失的「不明成分」是一种叫做记忆方块的物质。卡羅琳將自己的研究發現記錄在一個筆記本內，並与一个貓頭鷹面具一同存放在地下某處的秘密儲物間。
卡罗琳被家族殘忍烧死獻祭後，进入“饿鬼道”（玩家之间俗称大黑）。不過因祭品并非长子，卡羅琳的死并没有给其他人带来永生；相反，她的记忆化為10个黑色的方块，給天堂岛带来10個灾难。

「饿鬼」（大黑）形态的卡罗琳

卡羅琳的丈夫尼古拉斯意识到黑色方块的重要性，却不清楚其具体使用方法。1796年4月22日，尼古拉斯以卡羅琳“不幸逝世”為由写信请求雅各布回岛。雅各布返回天堂岛后，「饿鬼」形态的卡羅琳出现在雅各布面前，提醒兒子不要让尼古拉斯他们使用自己的记忆方块。
雅各布逐一找齐10个黑色方块，并在母亲指引下将方块投入湖中化解灾难。同時在收集方塊的過程中，雅各布也拼湊出母親死亡的真相。最終他從水井進入地下，看見母親當年關於永生藥的推演公式，更進一步找到母親藏匿的貓頭鷹面具。但當雅各布回到地面時，他的家人已經准备要將他烧死獻祭。
由於這一回是真正的長子被獻祭，埃蘭德家族的五名成員如願以償地成為半兽半人的“阿修羅型態”，他們分别化作“公鹿先生”、“野猪先生”、“鸽子夫人”、“雉鸡小姐”和“兔子先生”。
而雅各布在母親的貓頭鷹面具幫助下，不但沒有和母親一樣墮入餓鬼道，反而作為“天選之人”進入阿修羅道，化為“貓頭鷹先生”（Mr. Owl）。之後，埃蘭德家族成員離開天堂島。

### 锈湖：根源
19世纪50年代，在锈湖湖畔一幢古老的别墅中，生活着范德勃朗（Vanderboom）两兄弟：威廉（William Vanderboom）和阿道斯（Aldous Vanderboom）。两兄弟於1859年春季配制出“永生药”，这种药能讓使用者饮下后有機率获得永生或立即死亡。威廉首先饮下永生药，但却不幸死亡，并轉化爲「餓鬼」形态，同时在大脑中形成一枚种子。阿道斯随后饮下剩余的药剂，顺利化作阿修羅型態，成为“乌鸦先生”（Mr. Crow）。阿道斯从威廉体内取走种子，并計劃使哥哥威廉重生。他寫信给自己的儿子詹姆斯（James），通知他威廉已經去世，讓他回來繼承房子和“一颗特别的种子”，並囑咐“种下这颗种子，开始建立你的家庭吧。”
1860年春季，詹姆斯带着他的宠物狗来到锈湖别墅。他种下种子，并住进别墅。1865至1867年间，詹姆斯与玛丽（Mary）结婚并育有三個兒女，依序為長子塞繆爾（Samuel）、长女艾玛（Emma），和次子艾伯特（Albert）。
1870年夏季，詹姆斯偶然发现威廉和阿道斯的地下研究室以及炼药笔记。他按照笔记配制出永生藥，不過未能理解那句“永生或死亡”的真正含义。作為測試，詹姆斯让宠物狗先喝下藥劑，見寵物狗並無異狀，便错误地认为药剂调试成功而决定喝下。结果導致自己身亡，而那条被拿來測試藥物的寵物狗却因此获得永生。
1876年春季，詹姆斯和瑪麗的三个孩子在花园里玩耍，艾伯特在與哥哥塞繆爾和姊姊艾瑪的打鬧中意外被毁容，自此与後兩者结下怨恨。
1884年，艾玛因花粉受孕后生下弗兰克（Frank）。1891年秋季，艾伯特將7歲的外甥弗兰克推入水井，艾玛为自己失踪的儿子弗蘭克寫下一封信，讓恰好路过窗外的鹦鹉哈維（Harvey）寄出。1896年夏季，艾玛苦寻爱子弗兰克不得后绝望自缢。
1890年前后，塞繆爾与占卜師艾达·雷齐格（Ida Reiziger）相恋，并育有一子伦纳德（Leonard）。1904年夏季，艾伯特杀死母亲玛丽、哥哥塞繆尔和嫂子艾达。1909年，艾伯特透過實驗融合自己与艾达的基因，制造出女兒罗丝（Rose)。
1914年，伦纳德离开别墅，参与第一次世界大战。1918年冬季，伦纳德在战场上遭手榴彈炸伤陷入濒死，威廉受烏鴉先生所託將其救下，但伦纳德還是不幸失去右腿。1919年秋季，「餓鬼」形态的威廉通过通灵板与10歲的罗丝进行交流，罗丝答应协助威廉重生。
1924年秋季，罗丝将已於井底受困33年的弗兰克救出。1926年，弗兰克杀死艾伯特。鹦鹉型態的哈維在1930年冬季回到锈湖别墅，将艾玛在39年前的親筆信送到弗兰克的手中。
1935年春季，集齐了金、银、铜三块怀表及十位家族成員的器官后，仪式启动，威廉转世成为劳拉（Laura）。参与仪式的伦纳德和弗兰克成為祭品，唯有抱着婴儿劳拉的罗丝被送出湖面。至此，除罗丝、劳拉（轉世後的威廉）和阿道斯（烏鴉先生）以外，所有范德勃朗家族的成员皆已死亡。

### 锈湖：旅馆
1870年，五名天堂岛的埃蘭德家族成员分别以公鹿、野猪、鸽子、雉鸡、兔子的阿修罗形态入住“乌鸦先生”和“猫头鹰先生”經營的锈湖旅馆。
1893年，猫头鹰先生遂安排阿修罗形态的鹦鹉哈維擔任旅館服务员，负责接待并杀死了五名客人。事成後猫头鹰先生將异化成为“餓鬼”形态的五名客人的尸体关押在自己房间里的装置中。
1894年，关押「餓鬼」的装置遭到损坏，「餓鬼」形態的鹿先生、野猪先生、雉鸡小姐和鸽女士追到大廳，欲向杀害他们的哈維寻仇。哈維不得已逃出旅馆，变回鹦鹉形态飞走。四名餓鬼也自旅館逃逸四散。

### Cube Escape系列
1930年12月18日，戴尔·凡德米尔（Dale Vandermeer）出生。1939年冬季，在戴尔9岁生日聚会上，一个白兔形态的暴徒闯進戴尔的家中，枪杀戴爾的父母和祖父。
20世纪60年代，由威廉转世的小女孩劳拉已经长大成人。她結識一位名為羅伯特·希爾（Robert Hill，暱稱鮑勃Bob）的男子，並與其發展為戀人關係，鹦鹉哈維也成为她的宠物。
1964年春季，鸚鵡哈維產下一顆蛋，被劳拉煮熟，但没有吃掉。劳拉此时的精神状态不佳，已经开始服用百忧解。後來，劳拉通过报纸上的填字游戏赢得至“锈湖疗养院”度假的邀请。1969年，与鲍勃分手后，劳拉带上被装进盒子裡的哈維，前往“锈湖疗养院”。但这次度假对劳拉来说并不愉快，她和哈維在湖畔的小屋均遭到一名「餓鬼」的袭击。
1971年夏季，劳拉的病情进一步加重，她開始看見「餓鬼」將自己殺死的畫面。1971年10月12日，劳拉身亡。警方怀疑劳拉之死并非自杀，於是立案侦查；经手此案的侦探正是戴尔·范德米尔。
调查过程中，戴尔拨了一通电话，使劳拉的尸体被传送至锈湖湖畔的磨坊。在磨坊，阿道斯用劳拉的尸体提取出黑色及白色的记忆方块，並用于维持锈湖运作。黑色方块被投入锈湖后卻導致提取方块的机器失控，劳拉的尸体被侵蚀，化为了「餓鬼」。
之后的几个月里，戴尔搜集了大量关于的锈湖资料，而劳拉的男朋友鲍勃作为嫌疑人被警方关押。1972年夏季，戴尔在在警局中研究资料时，「黑化」的鮑勃杀死看守并留下黑色方块。8月中旬，鲍勃入住由貓頭鷹先生開設、名为“白门”的康复中心。護士薩拉（Sarah）暗中透過清除鮑勃腦中關於劳拉的記憶協助他康復。
与此同时，戴尔通过电视机中劳拉的影像获得了白色方块。戴尔将记忆方块填入电视，啓動了通往锈湖的通道。戴尔被传送到锈湖附近一個设有复杂机关的教堂里。他逐一破解机关，打开大门。門外阿道斯划船前来，接他前往锈湖小屋。在锈湖小屋，戴尔面对「餓鬼」形态的鹿先生的追杀，及時发现并进入电梯。电梯向下运行，来到位于锈湖底部的白色房间。
1972年冬季，由于某桩意外事故，白色、藍色及黑色方块散落至湖水中，同時猫头鹰先生受困於洞穴中。乌鸦先生解救貓頭鷹先生後乘上潜水艇，从锈湖中將三色方块捞起，来到一個白色房间。在那里，人类形态的戴尔和「餓鬼」形态的劳拉被连接在仪器上。乌鸦先生操纵仪器，戴尔的思维随即进入《悖论》中的房间。
在《悖论》中，戴尔得知，猫头鹰先生有意安排戴尔成为锈湖的新领导者。戴尔破解谜题，使仪器合成出金色方块。醒来的戴尔拿着金色方块踏上电梯，开始了净化记忆的旅程。戴尔先后净化了自己的九岁生日聚会、以及1971年在剧院遇到鲍勃的记忆。最后，电梯带着戴尔来到锈湖旅馆。
1981年冬季，化為「餓鬼」型態的劳拉獲得可以穿梭時間的藍色方塊，回到1964年的春季改變自己的過去。

### The Past Within
1926年，17歲的罗丝透過生父艾伯特製作的裝置，與1984年75歲的自己建立聯繫，最終在1984年成功復活艾伯特。

## 遊戲中出現的姓氏含義
在荷蘭語中，"van"意爲“從...中來”,"boom"意爲“樹”，"meer"意爲“湖”，那麽范德勃朗（Vanderboom）便可理解爲“從樹中來的”；范德米尔（Vandermeer）則可理解爲“從湖中來的”。
埃蘭德（Eilander）家族的姓氏即英文中的，意为“岛上的居民”。
艾达·雷齐格（Ida Reiziger）的姓氏在荷兰语中意为“旅人”。
锈湖官方微博在一次粉丝问答中表示，这几个家族的姓氏之间“并没有什么实际联系。”

## 遊戲列表
| 分類                         | 遊戲英文名                | 遊戲中文名                           | 發行時間                            | 備注                                                                                          |
| ---------------------------- | ------------------------- | ------------------------------------ | ----------------------------------- | --------------------------------------------------------------------------------------------- |
| 前傳                         | Samsara Room              | 輪回的房間                           | 2013年8月19日 重製版：2020年4月29日 | 此作品為前傳，与游戏主线劇情有关联                                                            |
| 逃離方塊系列 （Cube Escape） | Cube Escape: The Lake     | 逃離方塊：鏽湖（湖中小屋逃脫）       | 2015年5月4日                        |                                                                                               |
| 逃離方塊系列 （Cube Escape） | Cube Escape: Seasons      | 逃離方塊：四季（四季之屋逃脫）       | 2015年5月7日                        |                                                                                               |
| 逃離方塊系列 （Cube Escape） | Cube Escape: Arles        | 逃離方塊：阿爾勒（梵高之屋逃脫）     | 2015年6月10日                       |                                                                                               |
| 逃離方塊系列 （Cube Escape） | Cube Escape: Harvey's Box | 逃離方塊：哈維的盒子（哈維之屋逃脫） | 2015年6月29日                       |                                                                                               |
| 逃離方塊系列 （Cube Escape） | Cube Escape: Case 23      | 逃離方塊：案件23（解謎 23 號懸案）   | 2015年8月3日                        |                                                                                               |
| 逃離方塊系列 （Cube Escape） | Cube Escape: The Mill     | 逃離方塊：磨坊（風車磨坊逃脫）       | 2015年9月6日                        |                                                                                               |
| 逃離方塊系列 （Cube Escape） | Cube Escape: Birthday     | 逃離方塊：生日（驚魂生日派對）       | 2016年2月15日                       |                                                                                               |
| 逃離方塊系列 （Cube Escape） | Cube Escape: Theatre      | 逃離方塊：劇院（歌劇院逃脫）         | 2016年4月11日                       |                                                                                               |
| 逃離方塊系列 （Cube Escape） | Cube Escape: The Cave     | 逃離方塊：洞穴（洞穴逃脫）           | 2017年3月23日                       |                                                                                               |
| 逃離方塊系列 （Cube Escape） | Cube Escape: Paradox      | 逃離方塊：悖論（悖論逃脫）           | 2018年9月20日                       | 此作品分两章，只有第二章收费                                                                  |
| 逃離方塊系列 （Cube Escape） | Cube Escape Collection    | 逃離方塊典藏版                       | 2020年10月14日                      | 包含上述《悖论》以外的9個章節：四季、鏽湖、阿爾勒、哈維的盒子、案件23、磨坊、生日、劇院、洞穴 |
| 鏽湖系列 （Rusty Lake）      | Rusty Lake: Hotel         | 銹湖：旅館                           | 2015年12月10日                      | 此作品需付费游玩                                                                              |
| 鏽湖系列 （Rusty Lake）      | Rusty Lake: Roots         | 銹湖：根源                           | 2016年10月21日                      | 此作品需付费游玩                                                                              |
| 鏽湖系列 （Rusty Lake）      | Rusty Lake: Paradise      | 銹湖：天堂島                         | 2018年1月11日                       | 此作品需付费游玩                                                                              |
| 非系列作品                   | The White Door            | 白门                                 | 2020年1月9日                        | 此作品需付费游玩                                                                              |
| 非系列作品                   | The Past Within           |                                      | 2022年11月2日                       | 此作品需付费游玩                                                                              |
| 非系列作品                   | Underground Blossom       |                                      | 2023年9月27日                       | 此作品需付费游玩                                                                              |

## 註解
1. ↑  10個災難依序為：血災、蛙災、蚊災和虱災、蠅災、疫災、疹災、雹災、蝗災、夜災，以及長子之死。
2. ↑  艾达的全名可在《逃離方塊：悖論》中的書架上被發現。
3. ↑  來自《逃離方塊：生日》的彩蛋
4. ↑  來自《锈湖：根源》的彩蛋以及《逃離方塊：悖論》
5. 1 2  《逃離方塊：生日》
6. ↑  《逃離方塊：四季》的春季
7. ↑  《逃離方塊：鏽湖》和《逃離方塊：哈維的盒子》
8. ↑  《逃離方塊：四季》的夏季
9. ↑  《逃離方塊：四季》的秋季
10. 1 2 3 4 5  《逃離方塊：案件23》
11. 1 2 3  《逃離方塊：磨坊》
12. 1 2  《白門》
13. 1 2  《逃離方塊：洞穴》
14. 1 2  《逃離方塊：悖論》
15. ↑  《逃離方塊：劇院》
16. ↑  《逃離方塊：四季》的冬季
17. ↑  《The Past Within》

## 外部連結
- 官方网站 （英語）